# Bördekreis
El Bördekreis fue un Landkreis (distrito) ubicado al sur del estado federal de Sajonia-Anhalt (Alemania). Los distritos al norte son el distrito de Ohre, al noroeste la ciudad independiente (kreisfreie Stadt) de Magdeburgo, al este el distrito de Schönebeck, al sur con el Aschersleben-Staßfurt, Quedlinburg y Halberstadt y al oeste con el distrito de Baja Sajonia de distrito de Helmstedt.

## Composición del distrito
(Habitantes a 30 de junio de 2006)
Municipios /ciudades
- 1. Sülzetal (9.830)

Distritos administrativos 

* Posición de la administración
| - 1. VG „Börde“ Wanzleben 1. Bottmersdorf (742) 2. Domersleben (1.152) 3. Dreileben (594) 4. Eggenstedt (279) 5. Groß Rodensleben (1.096) 6. Hohendodeleben (1.797) 7. Klein Rodensleben (575) 8. Klein Wanzleben (2.482) 9. Seehausen, Stadt (1.907) 10. Wanzleben, Stadt * (5.323) | - 2. VG Obere Aller 1. Barneberg (772) 2. Drackenstedt (440) 3. Druxberge (434) 4. Eilsleben * (2.249) 5. Harbke (1.875) 6. Hötensleben (2.662) 7. Marienborn (511) 8. Ovelgünne (417) 9. Sommersdorf (1.092) 10. Ummendorf (1.043) 11. Völpke (1.626) 12. Wefensleben (2.150) 13. Wormsdorf (555) | - 3. VG Oschersleben (Bode) 1. Altbrandsleben (337) 2. Hadmersleben, Stadt (1.868) 3. Hornhausen (1.735) 4. Oschersleben (Bode), Stadt * (17.610) 5. Peseckendorf (223) 6. Schermcke (641) | - 4. VG Westliche Börde 1. Am Großen Bruch (1.667) 2. Ausleben (1.951) 3. Gröningen, Stadt * (4.093) 4. Kroppenstedt, Stadt (1.642) 5. Wackersleben (744) 6. Wulferstedt (833) |